# 南方自由人运动
南方自由人运动（西班牙語：Movimiento Libres del Sur）是阿根廷的一个左翼政党。该党成立于2006年。该党的意识形态是左翼民族主义、民主社会主义、进步主义。该党的主席是Humberto Tumini。该党的总部位于布宜诺斯艾利斯。该党是圣保罗论坛的成员。